# Nilton Capixaba
Nilton Capixaba é um político brasileiro, filiado ao PTB, e deputado federal pelo estado de Rondônia em quatro mandatos.

## Biografia
Nilton é bacharel em Direito pela Faculdade Euro-Americana, de Brasília (2003-2007). Foi empresário em Cacoal.
Votou a favor do Processo de impeachment de Dilma Rousseff. Já durante o Governo Michel Temer, votou a favor da PEC do Teto dos Gastos Públicos. Em abril de 2017 foi favorável à Reforma Trabalhista. Em agosto de 2017 votou contra o processo em que se pedia abertura de investigação do então presidente Michel Temer, ajudando a arquivar a denúncia do Ministério Público Federal.
É cristão evangélico, sendo membro da Igreja Evangélica Assembleia de Deus.
Nilton foi denunciado em 2011 pelo Ministério Público Federal, no âmbito da Operação Sanguessuga. Foi condenado em fevereiro de 2018, pela unanimidade dos ministros da Segunda Turma do STF a seis anos, 10 meses e seis dias em regime semiaberto, pela prática de 21 crimes de corrupção passiva em continuidade delitiva. Em novembro de 2018, o então deputado Nilton Capixaba recebeu do ministro Gilmar Mendes uma autorização para trabalhar na Câmara dos Deputados, durante o dia, e voltar para dormir no Centro de Detenção do Complexo Penitenciário da Papuda, em Brasília, ao final do expediente.

Em janeiro de 2020, Nilton Capixaba continuava em regime semiaberto sob monitoramento eletrônico; sua defesa apresentou pedido de parcelamento da pena de multa em 37 vezes, alegando que o ex-parlamentar não dispõe de recursos financeiros para arcar com o pagamento integral. O procurador-geral da República em exercício, José Bonifácio Borges de Andrada, pediu que o STF rejeite o pedido de progressão da pena.